# 국민조종사
국민조종사(國民操縱士, 국민조종사 선발대회)는 대한민국 공군이 2년마다 한 번 개최하는 행사로서, 대한민국 영공을 방위하는 공군에 대한 이해를 높이고 대한민국이 개발한 항공기(T-50 골든이글, KA-1)의 우수성을 체험할 수 있도록 마련된 행사이다.

## 공식 웹사이트
- 공식 웹사이트